# 群馬県立前橋商業高等学校
群馬県立前橋商業高等学校（ぐんまけんりつまえばししょうぎょうこうとうがっこう）は、群馬県前橋市にある県立の商業高等学校。通称前商（まえしょう）。

## 沿革
- 1920年（大正9年）4月26日　前橋市神明町に前橋市立商業学校として開校。
- 1934年（昭和9年）4月1日　県立に移行し群馬県立前橋商業学校と改称する。
- 1944年（昭和19年）4月1日　教育に関する非常措置により前橋第二工業学校併設される。
- 1945年（昭和20年）3月31日　前橋商業学校廃止され、前橋第二工業学校一本となる。
- 1946年（昭和21年）4月1日　前橋商工学校と改称される。
- 1948年（昭和23年）4月1日　前橋商業高等学校となり同時に女子部を新設する。工業科は前橋工業高等学校に移管。
- 1948年（昭和23年）10月7日　定時制を新設する。
- 1972年（昭和47年）4月1日　情報処理科を新設する。
- 1996年（平成8年）3月31日　定時制閉校。
- 2007年（平成19年）4月1日　前橋東商業高等学校と統合。ビジネス総合科（旧商業科）、システム情報科（旧情報処理科）新設。
- 2009年（平成21年）3月31日　商業科、情報処理科を閉鎖。新校舎完工。
- 2020年（令和2年）4月1日　システム情報科1学級 ビジネス総合科6学級を併合し、商業科7学級とする。

## 学科
- 全日制課程
  - 商業科

## 主な部活動
- 硬式野球
- 軟式野球
- 水球
- 柔道
- 剣道
- ハンドボール
- ソフトテニス
- テニス
- ラグビー
- バドミントン
- バレーボール
- バスケットボール
- サッカー
- 卓球
- 弓道
- 陸上
- 空手道
- ソフトボール
- 珠算
- 情報処理
- 簿記
- ワープロ
- 吹奏楽
- 英語
- 写真

運動部では水球部がインターハイで計10回優勝（全国最多）、野球部は春3回・夏6回甲子園に出場している、サッカー部は2004年度全国サッカー選手権にも出場している。
また、文化部も珠算・簿記・情報処理で全国大会に出場しており団体での入賞もしている。なお、吹奏楽部も過去全国大会に7年連続出場し、3年連続金賞を受賞している。

## 著名な出身者

### 野球
- 小林和公 (元プロ野球選手、プロ野球審判員)
- 五十嵐章人 (元プロ野球選手)
- 篠田純平 (元プロ野球選手)
- 後藤駿太 (プロ野球選手)
- 井上温大 (プロ野球選手)
- 清水大暉 (プロ野球選手)
- 青栁博文（高校野球指導者）

### サッカー
- 米倉誠（元プロサッカー選手・サッカー指導者）
- 服部浩紀（元プロサッカー選手・サッカー指導者（JFA 公認S級コーチ））
- 吉澤英生（元プロサッカー選手・サッカー指導者（JFA 公認S級コーチ））
- 鳥居塚伸人（元プロサッカー選手・サッカー指導者（JFA 公認S級コーチ））
- 澤田博之（元プロサッカー選手・サッカー指導者）
- 真下佐登史（元プロサッカー選手・サッカー指導者）
- 佐藤一樹（元プロサッカー選手・サッカー指導者（JFA 公認S級コーチ））
- 笠原恵太（元プロサッカー選手・サッカー指導者
- 笠原宗太（元プロサッカー選手・サッカー指導者）
- 清水範久（元プロサッカー選手・サッカー指導者）
- 樹森大介（元プロサッカー選手・サッカー指導者）
- 松本大樹（元プロサッカー選手・ザスパクサツ群馬強化本部長）
- 大野敏隆（元プロサッカー選手・サッカー指導者）
- 柳澤宏太（元プロサッカー選手・サッカー指導者）
- 清水慶記（元プロサッカー選手）
- 高橋秀人（プロサッカー選手・オークランド・ユナイテッドFC所属）
- 岩上祐三（プロサッカー選手・ザスパクサツ群馬所属）

### 水球
- 志賀光明（水球選手・リオ五輪日本代表）
- 本宮万記弘（水球選手）

### 競輪
- 久保村寛（元競輪選手、在学中にローマオリンピック出場）
- 福島正幸（元競輪選手）中退

### 格闘技
- 竹澤稔裕（柔道家）
- 石原樹（柔道家）
- 聡ノ富士（力士・弓取式担当）

### その他スポーツ
- 青木瀬令奈（プロゴルファー）
- 江口晃生（競艇選手、水泳部出身で同校在学中は水泳選手としてインターハイや国体に出場）

### 文化
- あだち充（漫画家）
- 木暮正夫（児童文学作家）
- 3代目神田松鯉（講談師）
- 矢巻駿（演芸おんせん）（お笑い芸人）

### その他
- 井田毅（サンヨー食品株式会社　創業者）
- 金子才十郎（群馬種苗（現カネコ種苗）社長　経営者・医師）
- 坂本幸雄（エルピーダメモリ株式会社　代表取締役社長兼CEO）
- 梅澤志洋（群馬県利根郡片品村村長　政治家）
- 中林恵二（一般社団法人MiLKY WAY　代表理事）